# جو وينجون
جو وينجون هي لاعبة شطرنج صينية حاصلة على لقب أستاذ كبير،ولدت في 31 يناير 1991.

## روابط خارجية
- جو وينجون على موقع الاتحاد الدولي للشطرنج (الإنجليزية)
- جو وينجون على موقع مباريات الشطرنج (الإنجليزية)
- جو وينجون على موقع 365Chess.com (الإنجليزية)
- جو وينجون على موقع Chesstempo.com (الإنجليزية)
- جو وينجون على موقع الاتحاد الأمريكي للشطرنج (الإنجليزية)
- جو وينجون سجل أولمبياد الشطرنج للسيدات على موقع OlimpBase.org (الإنجليزية)
- جو وينجون على موقع اللجنة الأولمبية الصينية (الإنجليزية)